# Engel (Konradsreuth)
Engel ist ein Gemeindeteil der Gemeinde Konradsreuth im Landkreis Hof (Oberfranken, Bayern). Engel liegt in der Gemarkung Gottfriedsreuth.

## Geografie
Von der Einöde führt ein Anliegerweg nach Gläsel (0,5 km westlich).

## Geschichte
Von 1797 bis 1810 unterstand Engel dem Justiz- und Kammeramt Hof. Infolge des Ersten Gemeindeedikts wurde Engel dem 1812 gebildeten Steuerdistrikt Martinsreuth und der zugleich entstandenen Ruralgemeinde Gottfriedsreuth zugewiesen. Am 1. Januar 1977 wurde Engel im Zuge der Gebietsreform in Bayern nach Konradsreuth eingemeindet.

### Einwohnerentwicklung
| Jahr      | 1819  | 1861  | 1871  | 1885   | 1900   | 1925   | 1950   | 1961   | 1970   | 1987  |
| Einwohner | 7     | 10    | 9     | 8      | 5      | 6      | 4      | 3      | 2      | 1     |
| Häuser    |       |       |       | 1      | 1      | 1      | 1      | 1      |        | 1     |
| Quelle    | [ 5 ] | [ 8 ] | [ 9 ] | [ 10 ] | [ 11 ] | [ 12 ] | [ 13 ] | [ 14 ] | [ 15 ] | [ 1 ] |

## Religion
Engel ist evangelisch-lutherisch geprägt und bis heute nach St. Martin (Ahornberg) gepfarrt.